# بوجيبونسي
بوجيبونسي هي بلدة تقع مقاطعة سيينا ، توسكانا ، وسط إيطاليا . وتتواجد على نهر إلسا والتي تعد المركز الرئيسي لوادي فالديلسا .

## تاريخ
وكانت المنطقة المحيطة ببوجيبونسي قد استقرت بالفعل في العصر الحجري الحديث على الرغم من أن الآثار الأولى للحضارة تعود إلى العصر الأتروسكي الروماني. والتي تشهد عليها سلسلة من مقابر الموتى وأسماء الأماكن مثل "تالسيونا" أو "مارتوري" (من الاسم الأتروسكي للمريخ).

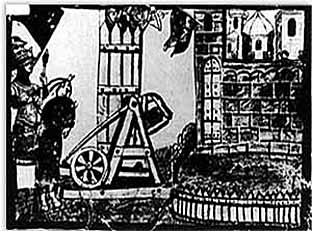
حصار بوجيوبونزيو بواسطة تشارلز الأول ملك أنجو.

وتعود أهمية المنطقة إلى القرن العاشر ، وذلك بفضل موقعها الذي يوجد على نطاق طريق فرانسيجينا وهو الطريق الرئيسي الواصل من روما إلى فرنسا .و في ذلك الوقت بدأ تطوير بورجو دي مارتي (لاحقًا مارتوري و بورجو فيكيو ومن ثم بوجيبونسي) وهي مستوطنة تمت مناقشة أصولها.و في حوالي عام 1010 ظهرت بورجو دي كامالدو . و في عام 1155 أو 1156 تم نقل سكان هذه المدن وغيرها من البلدات المجاورة بواسطة جيدو جويرا ، من غويدي كونتس ، إلى تل حيث تم إنشاء مستوطنة بوجيوبونيزيو الجديدة . و في القرن الثاني عشر كان لدى الكاثار مدرسة لاهوتية رئيسية في بوجيبونسي. و أعلنت المدينة إمبراطورية من قبل الإمبراطور فريدريك الثاني , وفقًا لجيوفاني فيلاني كانت واحدة من أجمل المدن في إيطاليا. و تم تدمير بوجيوبونيزيو التي انضمت إلى الغيبلين من قبل غويلفيي فلورنسا في عام 1270. و بعد عام 1293 ظلت بوجيبونسي تحت الحكم الفلورنسي. وأمر الإمبراطور هنري السابع بإعادة بناء المدينة في عام 1313 باسم مونت إمبريال ، لكن العمل لم ينج منه. في عام 1484 ، كان لورنزو دي ميديشي مستوطنة جديدة تم بناؤها في بوجيوبونيزيو وفقًا لفكرة عصر النهضة "المدينة المثالية" ، محمية بقلعة صممها أنطونيو وجوليانو دا سانغالو . ومع ذلك توقف العمل بها في عام 1510.
وبعد فترة وجيزة من حكم الفرنسيين وفي أوائل القرن التاسع عشر ، أصبحت جزءًا من إيطاليا الموحدة في عام 1861. وفي القرن العشرين كان الاقتصاد يعتمد على تجارة نبيذ كيانتي والتصنيع الفعال. وتعد بوجيبونسي من أصغر مناطق كيانتي كلاسيكو الفرعية.

## المعالم السياحية الرئيسية
- كانت بالازو بريتوريو (أواخر القرن الثالث عشر) ، مع ضم توري ديل بوديستا ، مقرًا للحكومة المحلية حتى بناء بالازو كوميونال في القرن التاسع عشر. الطابق السفلي ، مع لوجيا ، الحجر الجيري ، في حين أن الجزء العلوي من الطوب والحجر الجيري. منذ عام 1997 ، يضم متحفًا لعلم الحفريات.
- كنيسة سان لورينزو ، التي بنيت بأمر أوغسطيني على الطراز القوطي - الروماني . في عام 1495 ، كان مقر الاجتماع بين شارل الثامن ملك فرنسا وجيرولامو سافونارولا . يضم التصميم الداخلي لوحة رسمها نيري دي بيكي للقديس نيكولاس ، وهو صليب خشبي من القرن الرابع عشر لجيوفاني داغوستينو ولوحة لمادونا ديلي غراتسي .
- سانتواريو ديل روميتوزو : ملاذ خطابي من القرن الخامس عشر به جريس ورواق يضم صورة مبجلة لمادونا ديلا نيف (مادونا أوف ذا سنوز). القصة الثانية غنية بعروض ex voto.

في الحي:

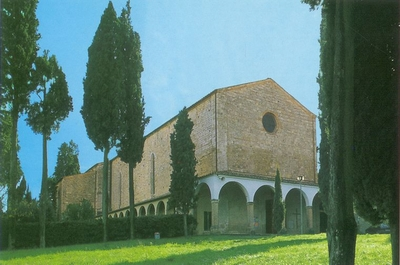
كنيسة سان لوكيزي.

- بازيليك سان لوتشيز : كنيسة قوطية كبيرة ، بُنيت حوالي عام 1252 فوق كنيسة موجودة مسبقًا في سان كامالدو ، ويمكن رؤية آثارها في الواجهة والجدار الأيسر. تقع على تل بالقرب من المدينة. تم بناء حنية الكنيسة في القرن الرابع عشر ، في حين أن الرواق يعود إلى القرن السابع عشر. يضم الجزء الداخلي تمثالًا من الطين للحبل الطاهر من قبل جيوفاني ديلا روبيا ، واللوحات الجدارية لبارتولو دي فريدي ، وتادو جادي ، وسينينو سينيني وأرتورو أغلياردي. توجد بقايا سان لوكيز ، شفيع بوجيبونسي ، في الكنيسة التي تحمل اسمًا. يوجد في قاعة الدير المجاورة لوحة جدارية من تصميم جيرينو دا بستويا .
- إن Fonte delle Fate ("ربيع الجنيات") هو واحد من البقايا القليلة من بوجيوبونزيو المدمرة ، من أوائل القرن الثالث عشر. تم اكتشافه في عام 1803.
- تقع كاستيلو ديلا ماجوني ، التي كانت في يوم من الأيام موطنًا لفرسان الهيكل ،ومن ثم تم تسليمها إلى فرسان الإسبتارية بعد إلغاء فرسان الهيكل في عام 1312 ، على طريق فرانشيجينا . الكنيسة الصغيرة لها صحن واحد ينتهي بحنية جديرة بالملاحظة. المجمع حاليا هو المقر الرئيسي لميليشيا تمبلي .
- في فرازيوني ستاجيا سينيز هي قلعة ( Rocca ) ، ربما يرجع تاريخها إلى العصور اللومباردية ، والتي تنتمي إلى عائلة فرانزيسي الفلورنسية من القرن الثالث عشر. يضم المتحف (المعروف باسم الأصغر في العالم) في القرية عملًا مهمًا لأنطونيو ديل بولايولو ، وسانتا ماريا إيجيزياكا ، بالإضافة إلى لوحات أخرى من القرنين الرابع عشر والخامس عشر.
- Castello di Strozzavolpe («قلعة فوكس سترانجلر») وهي قلعة قديمة لعائلة غويدي. وفقًا للأسطورة، تم توصيلها ببوجيبونيزيو بواسطة نفق.
- سان مارتينو أ لوكو : كنيسة بيف الرومانية .
- كنيسة سانت أندريا بالابيانو ، واحدة من أبرز الصروح الرومانية في المنطقة. على الرغم من أن المبنى الحالي معروف قبل القرن الحادي عشر ، إلا أنه يعود إلى القرن الثالث عشر.
- سانتا ماريا أ تالسيونا : كنيسة من القرن الثاني عشر إلى القرن الثالث عشر ذات نقوش بارزة (1234) في البوابة التي تصور عبادة المجوس .
- سان لورينزو في بيان دي كامبي : تضم الكنيسة لوحة جدارية من القرن الخامس عشر من تصميم بيير فرانشيسكو فيورنتينو .
- كان ماجوني دي توري عبارة عن قلعة من المستشفيات تم بناؤها في أوائل القرن الحادي عشر.
- بيفي سان بيترو سيدا : تقع كنيسة رومانيسك بيفي على بعد كيلومترات من مركز بوجيبونسي. إنه مبنى يشبه الدير مع حنية جديرة بالملاحظة وبرج جرس كبير. الزخرفة المعقدة للبوابات والنوافذ مهمة أيضًا. يحتوي الجزء الداخلي على خيمة تُنسب إلى مينو دا فيسول . كان يضم في السابق أيضًا ثلاثية من القرن الرابع عشر لمدرسة فلورنتين ، الآن في متحف مدينة كولي .

## فرازيوني
تتكون البلدية من مدينة بوجيبونسي ومدن وقرى ( فراتسيوني ) بيلافيستا وستاجيا سينيسي .و تشمل القرى البارزة الأخرى كيس بولزانو وكاستيجليوني وسيدا وسينسيانو وجافينانو وليتشي دي ستاجيا ولوكو ومونتيمورلي وبابايانو وبيانديكامبي وسانت أنطونيو ديل بوسكو وتالسيونا.

## علاقات دولية
- Corleto Perticara، Italy
- Werne، Germany
- Marcq-en-Barœul، France

## الثقافة الشعبية
"بوجيبونسي" هو أيضا عنوان أغنية كتبها فرانكو باتياتو و غنتها ميلفا في ألبومها عام 1982 Milva e dintorni .

## رياضات
فريق كرة القدم المحلي هو US Poggibonsi .

## الناس
- نيكولو دا بوجيبونسي ، راهب
- ألبرتو بيتيول ، دراج محترف
- ريكاردو "رينور" روميتي ، لاعب محترف